# 村松殿
村松殿（むらまつどの，
1565年（永祿8年） - 1630年7月29日（寬永7年6月20日））日本安土桃山時代至江戶時代女性，真田昌幸長女，為後來成為真田氏次席家老的小山田茂誠正室。母為山手殿（遠山氏），小山田之知母，本名為於國。
作為長姐，相當地被兩位弟弟真田信幸（信之）、真田信繁（幸村）敬愛著，還留下了信繁與她的書信。後來夫‧小山田茂誠從真田昌幸得到了小縣郡村松（現在的青木村）作為領地，而搬到那居住，因此又被稱作村松殿。
法號為保壽院殿殘窓庭夢大姊。

## 登場作品
電視劇
- （平成28年（2016年），NHK，演員：木村佳乃）